# Accord de défense mutuelle entre les États-Unis et le Royaume-Uni
L'accord de défense mutuelle entre les États-Unis et le Royaume-Uni, en anglais : US–UK Mutual Defense Agreement ou UK–US Mutual Defence Agreement, de 1958, est un accord bilatéral entre les États-Unis et le Royaume-Uni, de coopération sur les armes nucléaires. Le nom complet de ce traité est Agreement between the Government of the United States of America and the Government of the United Kingdom of Great Britain and Northern Ireland for Cooperation on the uses of Atomic Energy for Mutual Defense Purposes, littéralement en français : Accord de coopération entre le gouvernement des États-Unis d'Amérique et le gouvernement du Royaume-Uni de Grande-Bretagne et d'Irlande du Nord concernant les utilisations de l'énergie atomique à des fins de défense mutuelle. Il permet aux États-Unis et au Royaume-Uni d'échanger des matières, des technologies et des informations nucléaires. Si les États-Unis ont conclu des accords de coopération nucléaire avec d'autres pays, dont la France et d'autres pays de l'OTAN, cet accord est de loin le plus complet. En raison de la valeur stratégique de l'accord pour la Grande-Bretagne, Harold Macmillan (le Premier ministre qui a présidé à l'entrée du Royaume-Uni dans l'accord) l'a appelé « the Great Prize », en français : le Grand Prix.
Le traité est signé le 3 juillet 1958, après que l'Union soviétique a choqué l'opinion publique américaine avec le lancement de Spoutnik 1, le 4 octobre 1957, et que le programme britannique de bombes à hydrogène (en) ait testé avec succès un dispositif thermonucléaire lors de l'opération Grapple, le 8 novembre. La relation spéciale anglo-américaine s'avère mutuellement bénéfique, bien qu'elle n'ait jamais été une relation d'égal à égal. Les États-Unis étaient (et sont) supérieurs à la Grande-Bretagne, tant sur le plan militaire qu'économique. La Grande-Bretagne devient rapidement dépendante des États-Unis pour ses armes nucléaires, car elle ne dispose pas des ressources nécessaires pour produire toute une série de modèles. Le traité permet de fournir des armes nucléaires américaines à la Grande-Bretagne, par le biais du projet E, pour l'usage de la Royal Air Force et de l'armée britannique du Rhin.
Le traité prévoit la vente, au Royaume-Uni, d'une usine complète de propulsion de sous-marins nucléaires, ainsi qu'un approvisionnement de dix ans en uranium enrichi, pour l'alimenter. D'autres matières nucléaires sont également acquises, auprès des États-Unis, dans le cadre du traité. Quelque 5,4 tonnes de plutonium, produit au Royaume-Uni, sont envoyées aux États-Unis en échange de 6,7 kilogrammes de tritium et de 7,5 tonnes d'uranium hautement enrichi (HEU), entre 1960 et 1979, bien qu'une grande partie de cet HEU n'ait pas été utilisé pour des armes, mais comme combustible pour la flotte croissante de sous-marins nucléaires britanniques. Le traité ouvre la voie à l'accord de vente Polaris (en) et la Royal Navy acquiert finalement des systèmes d'armes complets, avec le programme britannique Polaris (en) et le programme nucléaire Trident utilisant des missiles américains à têtes nucléaires britanniques.
Le traité a été modifié et renouvelé à neuf reprises. Le dernier renouvellement le proroge jusqu'au 31 décembre 2024.

## Contexte

### Accord de Québec

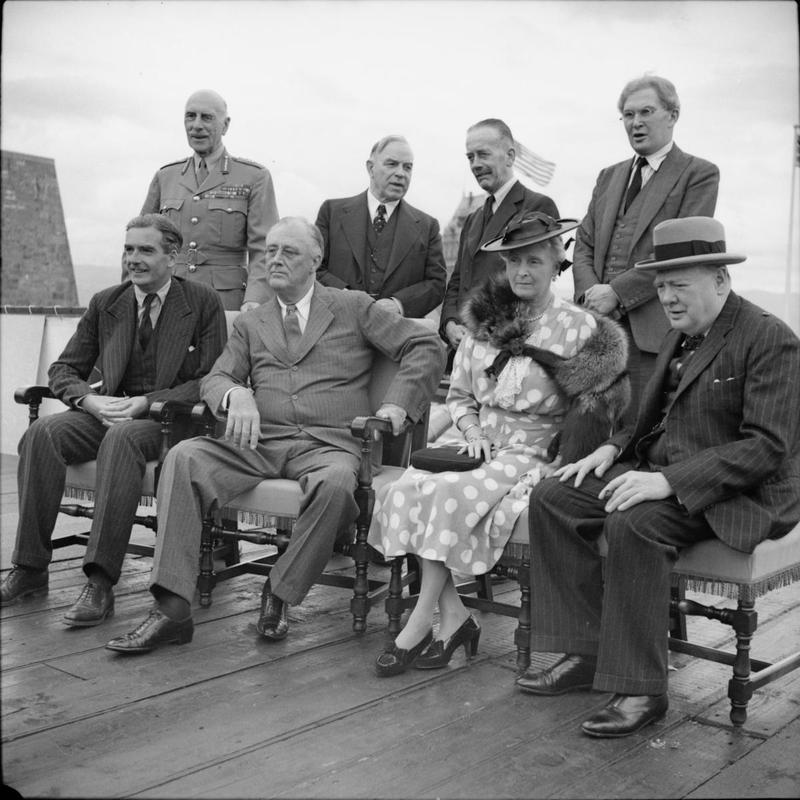
La conférence de Québec (1943). Assis de gauche à droite : Anthony Eden, Franklin Delano Roosevelt, la princesse Alice d'Albany et Winston Churchill. Debout de gauche à droite : Alexander Cambridge (gouverneur général du Canada), William Lyon Mackenzie King (Premier ministre du Canada), Alexander Cadogan et Brendan Bracken.

Au début de la Seconde Guerre mondiale, la Grande-Bretagne a un projet d'armes nucléaires, dont le nom de code est Tube Alloys. Lors de la conférence de Québec, en août 1943, le Premier ministre du Royaume-Uni, Winston Churchill et le Président des États-Unis, Franklin Delano Roosevelt, signent l'accord de Québec, qui fusionne Tube Alloys avec le projet américain Manhattan pour créer un projet combiné britannique, américain et canadien. L'accord de Québec créé le Combined Policy Committee et la Combined Development Agency (en) pour coordonner leurs efforts. De nombreux scientifiques britanniques de haut niveau participent au projet Manhattan.
L'aide-mémoire de Hyde Park, de septembre 1944, étend la coopération commerciale et militaire à l'après-guerre, mais Roosevelt meurt le 12 avril 1945 et il n'est pas contraignant pour les administrations suivantes. En fait, l'aide-mémoire est physiquement perdu. Lorsque le field marshal Henry Maitland Wilson soulève la question, lors d'une réunion du Combined Policy Committee, en juin 1945, la copie américaine ne peut être retrouvée. L'accord de Québec précise que les armes nucléaires ne seraient pas utilisées contre un autre pays, sans consentement mutuel. Le 4 juillet, Wilson donne son accord, pour la Grande-Bretagne, pour l'utilisation d'armes nucléaires contre le Japon. Le 8 août, le Premier ministre, Clement Attlee, envoie un message au président Harry S. Truman dans lequel il se référe aux « chefs des gouvernements qui contrôlent cette grande puissance »,.

### Administration Truman
Le gouvernement britannique avait cru que les États-Unis continueraient à partager la technologie nucléaire, qu'il considérait comme une découverte commune. Le 9 novembre 1945, Attlee et le Premier ministre du Canada, William Lyon Mackenzie King, se rendent à Washington, pour s'entretenir, sur la coopération future en matière d'armes et d'énergie nucléaires, avec Truman,. Un protocole d'intention, qu'ils signent le 16 novembre 1945, fait du Canada un partenaire à part entière et remplace l'exigence de « consentement mutuel » de l'accord de Québec, avant d'utiliser des armes nucléaires, par une exigence de « consultation préalable ». Il devait y avoir une « coopération pleine et efficace dans le domaine de l'énergie atomique », mais les espoirs britanniques sont rapidement déçus : ce ne sera que « dans le domaine de la recherche scientifique fondamentale »,.
La coopération technique prend fin avec la loi américaine sur l'énergie atomique de 1946 (loi McMahon), qui interdit de transmettre des « données restreintes » aux alliés des États-Unis, sous peine de mort. Cela résulte en partie de l'arrestation pour espionnage, du physicien britannique Alan Nunn May (en), en février 1946, alors que la législation est débattue. Craignant une résurgence de l'isolationnisme américain et la perte, par la Grande-Bretagne, de son statut de grande puissance, le gouvernement britannique relance son propre effort de développement, désormais appelé High Explosive Research (en).
À la fin de 1947, 1 930 t de minerai d'uranium, du Congo belge, sont stockées pour le Combined Development Trust à Springfields, près de Preston dans le Lancashire, dans le cadre d'un accord de partage en temps de guerre, ainsi que 1 370 t pour l'usage britannique. Pour avoir accès au stock, pour leur propre projet d'armes nucléaires, les Américains ouvrent des négociations qui aboutissent à un modus vivendi, un accord signé le 7 janvier 1948. Celui-ci met officiellement fin à tous les accords précédents, y compris l'accord de Québec. Il supprime le droit de consultation britannique sur l'utilisation des armes nucléaires, permet un partage limité des informations techniques entre les États-Unis, la Grande-Bretagne et le Canada, et maintient le Combined Policy Committee et le Combined Development Trust, bien que ce dernier ait été rebaptisé Combined Development Agency (en),.
En 1949, les Américains proposent de stocker des bombes atomiques, aux États-Unis, à la disposition de la Grande-Bretagne, si les Britanniques acceptent de réduire leur programme de bombes atomiques. Cela aurait donné à la Grande-Bretagne des armes nucléaires beaucoup plus tôt que sa propre date cible, de fin 1952. Seuls les composants de la bombe requis par les plans de guerre seraient stockés au Royaume-Uni, le reste étant conservé aux États-Unis et au Canada. L'offre est rejetée par les Britanniques au motif qu'elle n'est pas « compatible avec notre statut de puissance de premier ordre de dépendre des autres pour des armes de cette importance suprême ».
En contre-offre, les Britanniques proposent de limiter leur programme en échange de bombes américaines. L'opposition des principaux responsables américains, dont Lewis Strauss de la Commission de l'énergie atomique des États-Unis (AEC) et celle des sénateurs Bourke B. Hickenlooper (en) et Arthur Vandenberg, du Joint Committee on Atomic Energy (JCAE), ainsi que les préoccupations sécuritaires suscitées par l'arrestation, le 2 février 1950, du physicien britannique Klaus Fuchs, en tant qu'espion, entraînent l'abandon de la proposition. La défection, en juin 1951 de Donald Maclean, qui avait été membre britannique du Combined Policy Committee, de janvier 1947 à août 1948, renforce la méfiance des Américains envers les dispositifs de sécurité britanniques.

### Administration Eisenhower

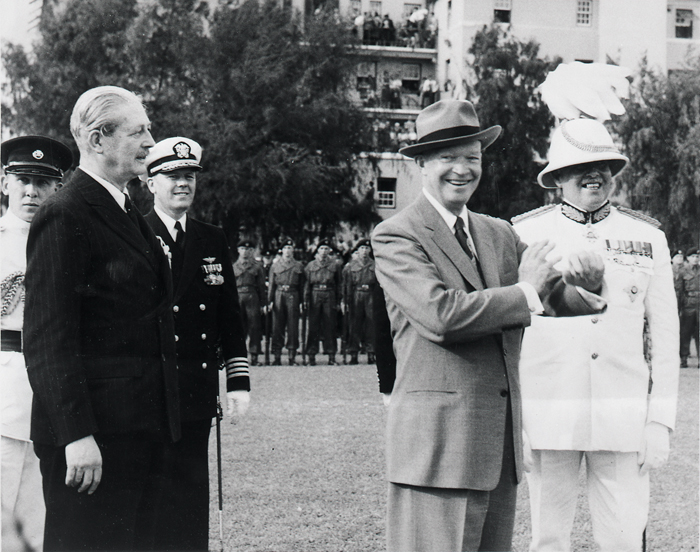
Le président Dwight D. Eisenhower (deuxième à partir de la droite) et le premier ministre Harold Macmillan (premier plan à gauche) se rencontrent aux Bermudes, en mars 1957, pour réparer la brèche créée par la crise du canal de Suez, de 1956.

La première bombe atomique britannique est testée, avec succès, en Australie-Occidentale, dans le cadre de l'opération Hurricane, le 3 octobre 1952, mais bien qu'elle soit plus avancée que les bombes américaines de 1946, la Grande-Bretagne a encore plusieurs années de retard dans la technologie des armes nucléaires.
Le 1er novembre, les États-Unis lancent Ivy Mike, le premier essai nucléaire d'un véritable dispositif thermonucléaire (également connu sous le nom de bombe à hydrogène).
Le JCAE ne voit guère l'intérêt, pour les États-Unis, de partager la technologie avec la Grande-Bretagne,. L'Union soviétique répond à Ivy Mike avec le test de Joe 4, une arme à fission dopée, le 12 août 1953. Cela incite le président Dwight Eisenhower, qui a été inauguré en janvier 1953, à informer le Congrès américain que la loi McMahon, qu'il considère comme un « terrible texte législatif » et « l'un des incidents les plus déplorables de l'histoire américaine dont il avait personnellement honte », est obsolète.
Lors de la conférence des trois puissances, aux Bermudes, en décembre 1953, Eisenhower et Churchill, redevenu premier ministre, le 25 octobre 1951,
discutent de la possibilité que les États-Unis donnent à la Grande-Bretagne un accès aux armes nucléaires américaines en temps de guerre. Ce projet est appelé Projet E.
Il y a des problèmes techniques et juridiques à surmonter avant que les bombes américaines puissent être transportées dans les avions britanniques. Les États-Unis doivent divulguer leurs poids et dimensions, tandis que leur livraison nécessite des données concernant leur balistique. De plus, il y a également des questions de garde, de sécurité et de ciblage. La divulgation de ces informations est restreinte par la loi McMahon.
Celle-ci est modifiée le 30 août 1954 par la loi sur l'énergie atomique de 1954 (en), qui permet un plus grand échange d'informations avec les nations étrangères, ouvrant la voie à l'accord de coopération concernant les renseignements atomiques à des fins de défense mutuelle, qui est signé le 15 juin 1955. Le 13 juin 1956, un autre accord est conclu, pour le transfert de la technologie de propulsion des sous-marins nucléaires à la Grande-Bretagne, ce qui permet au gouvernement britannique d'économiser des millions de livres sterling en frais de recherche et développement. Cela précipite une dispute avec le JCAE sur la question de savoir si cela est autorisé par la loi sur l'énergie atomique de 1954 et si la Grande-Bretagne répond aux normes de sécurité fixées par l'accord de 1955. À l'approche de l'élection présidentielle de 1956, Eisenhower est contraint d'annuler l'offre.
La crise du canal de Suez, d'octobre 1956, met à mal les relations entre la Grande-Bretagne et les États-Unis. Lorsque Eisenhower rencontre le nouveau Premier ministre, Harold Macmillan, aux Bermudes, en mars 1957, il évoque la possibilité de baser des systèmes américains de missiles balistiques à portée intermédiaire (IRBM) au Royaume-Uni, ce qui donne naissance au projet Emily. Il est également question d'échanger la technologie de propulsion des sous-marins nucléaires contre des informations sur la centrale nucléaire britannique de Calder Hall, d'autoriser l'Autorité britannique de l'énergie atomique (UKAEA) à acheter du minerai d'uranium au Canada et de coordonner les plans de guerre du Commandement des bombardiers de la RAF avec ceux du Commandement aérien stratégique américain.
Bien que les négociations sur l'IRBM soient antérieures à la crise de Suez, il convenait au gouvernement britannique de présenter l'accord sur l'IRBM comme une preuve que la brèche avait été comblée. Le programme britannique de bombe à hydrogène (en) tente de faire exploser un dispositif thermonucléaire, dans le cadre de la série d'essais de l'opération Grapple sur l'île Christmas dans le Pacifique. La série d'essais est facilitée par les États-Unis, qui ont également revendiqué l'île. Bien que les premiers essais aient été infructueux, l'essai Grapple X, du 8 novembre atteint le résultat souhaité,

## Négociations

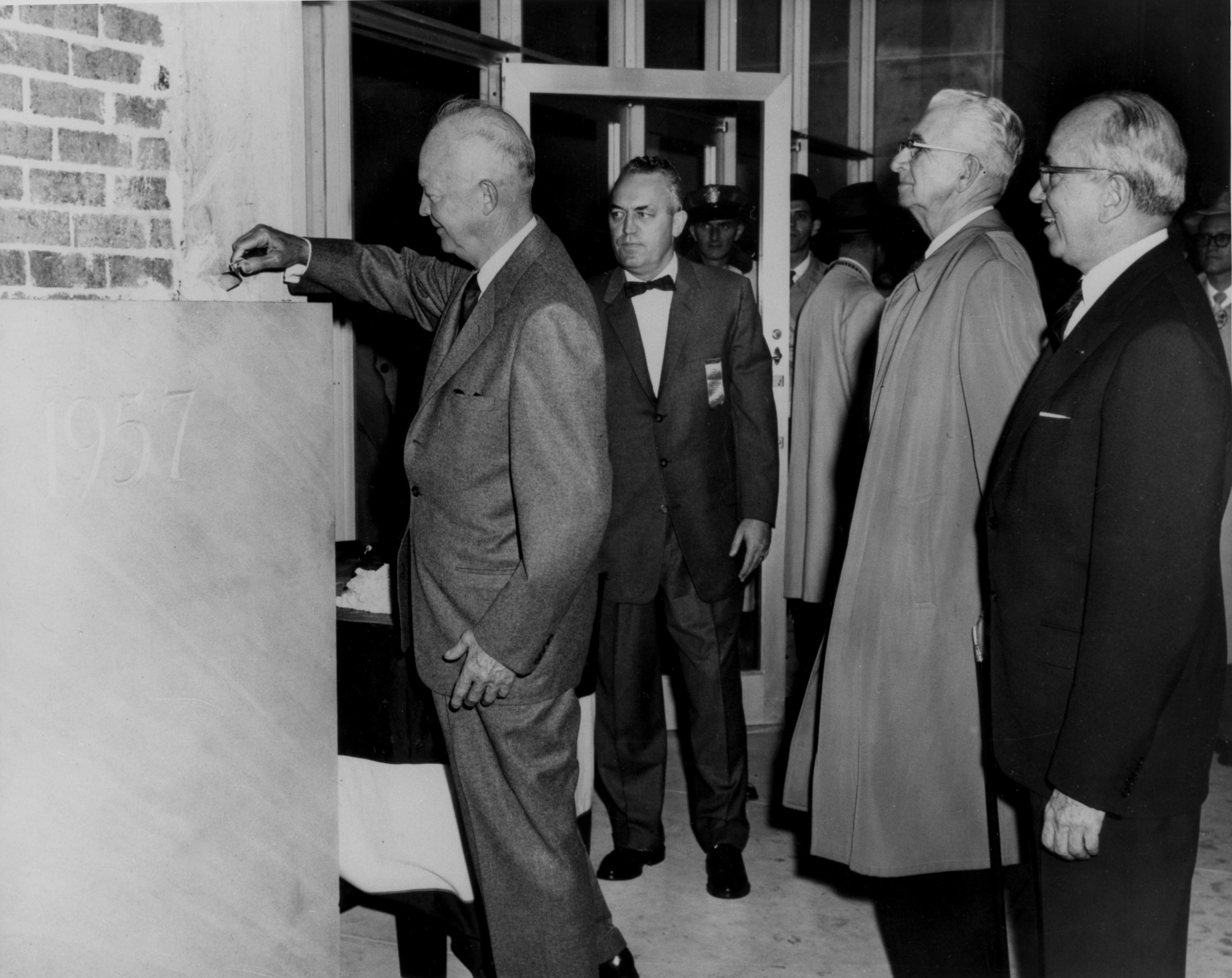
Eisenhower (à gauche) pose la pierre angulaire du nouveau bâtiment de la Commission de l'énergie atomique des États-Unis à Germantown (Maryland), le 8 novembre 1957. Carl T. Durham (au centre), le président du Joint Committee on Atomic Energy et Lewis Strauss (à droite), celui de l'AEC, observent.

### Crise du Spoutnik
Le développement réussi des armes thermonucléaires britanniques arrive à un moment opportun pour reprendre les négociations avec les États-Unis. Le lancement par l'Union soviétique de Spoutnik 1, le premier satellite artificiel au monde, le 4 octobre 1957, est un choc énorme pour l'opinion publique américaine, qui avait cru que la supériorité technologique américaine assurait leur invulnérabilité. Tout à coup, il y a la preuve irréfutable que, dans certains domaines au moins, l'Union soviétique est en fait en avance. Dans le cadre des appels généralisés à l'action, en réponse à la crise du Spoutnik, les responsables américains et britanniques saisissent l'occasion de rétablir leurs relations.
À la suggestion de Harold Caccia, l'ambassadeur britannique aux États-Unis (en), Macmillan écrit à Eisenhower, le 10 octobre pour demander que les deux pays mettent en commun leurs ressources, comme l'a dit Macmillan, pour relever le défi soviétique sur tous les fronts, « militaire, économique et politique ».
Le 25 octobre, Macmillan se rend à Washington pour des entretiens, craignant que le désastreux incendie de Windscale, du 10 octobre, ne constitue une pierre d'achoppement dans les négociations, car il pourrait donner une mauvaise image de l'expertise britannique et fournir des munitions aux opposants à une coopération plus étroite avec le Royaume-Uni. Il ordonne que des copies supplémentaires du rapport soient détruites dans l'incendie ainsi que les imprimantes. Il sent immédiatement à quel point les Américains ont été secoués par la crise du Spoutnik. Cela met sous une grande pression publique l'administration Eisenhower, pour agir sur le déploiement des IRBM, par une nation choquée et désemparée.
Eisenhower et Macmillan conviennent de former un groupe d'étude, dirigé par Richard Powell, le secrétaire permanent du ministère de la Défense et Donald A. Quarles (en), le secrétaire adjoint de la Défense des États-Unis, pour examiner comment le déploiement des IRBM, en Grande-Bretagne pourrait être accéléré. Un autre groupe d'étude, dirigé par Strauss et Edwin Plowden (en), le chef de l'UKAEA, étudierait la coopération nucléaire et l'échange d'informations nucléaires. La relation personnelle développée entre Plowden et Strauss est cruciale pour convertir ce dernier à l'idée de fournir des informations à la Grande-Bretagne.
En décembre, la plupart des questions relatives aux négociations sur l'IRBM sont réglées et un accord formel est rédigé le 17 décembre, bien que ce ne soit qu'à la fin du mois qu'il est définitivement décidé que la Grande-Bretagne recevrait des missiles Thor et non des Jupiter.
Cependant, l'effort de propulsion des sous-marins nucléaires se heurte à des difficultés. En vertu de l'accord de juillet 1956 et d'une directive d'Eisenhower, de février 1957, des officiers de la Royal Navy sont chargés d'étudier le programme de sous-marins nucléaires de la marine américaine. En octobre 1957, son chef, le rear admiral Hyman Rickover estime que leurs questions ralentissent le déploiement du Polaris, lancé à partir de sous-marins, en période critique. Il craint que tout retard ne pousse le Congrès à favoriser les missiles terrestres. En décembre, les officiers de liaison britanniques se plaignent de la lenteur des réponses à leurs questions. Rickover propose que Westinghouse soit autorisé à vendre, à la Royal Navy, un réacteur de sous-marin nucléaire, ce qui lui permettrait de procéder immédiatement à la construction de son propre sous-marin à propulsion nucléaire. Le gouvernement britannique approuve cette idée, car elle lui permet d'économiser beaucoup d'argent,.

### Modification de la loi McMahon
De leur côté, les Britanniques veulent que les restrictions de la loi McMahon, sur la coopération nucléaire, soient assouplies. Ils veulent connaître le poids, les dimensions, les séquences de fusion et de mise à feu, les dispositifs de sécurité et les procédures en vol, informations qui permettraient aux bombes américaines d'être transportées dans les bombardiers V britanniques et aux têtes américaines d'être montées sur les missiles Blue Streak britanniques. Cela permettrait d'économiser des millions de livres et d'éviter des complications politiques internes si la Grande-Bretagne devait persister dans ses essais nucléaires pendant un moratoire international. Si les Britanniques savent ce qu'ils veulent, il n'y a pas de consensus parmi les Américains sur ce qu'ils veulent fournir. Le secrétaire d'État américain, John Foster Dulles, craint qu'une relation spéciale avec la Grande-Bretagne ne complique les relations des États-Unis avec leurs autres alliés. Strauss, en particulier, estime qu'une proposition visant à donner aux Britanniques des secrets sur la bombe à hydrogène ne passerait probablement pas l'examen du JCAE. Il conseille de rédiger des amendements suffisamment vagues pour donner au président l'autorité dont il a besoin sans susciter sa colère. Eisenhower déclare que les États-Unis et le Royaume-Uni sont « interdépendants ». Il s'engage à demander au Congrès de modifier la loi McMahon.
Il parvient à s'assurer le soutien de Carl T. Durham (en), le président du JCAE. Eisenhower rencontre les chefs du Congrès, le 3 décembre 1957, et il insiste pour plus de discrétion dans la coopération avec tous les alliés de l'OTAN et pas seulement la Grande-Bretagne. En effet, l'administration a négocié des accords avec l'Australie, le Canada et l'OTAN. Bien qu'Eisenhower n'ait pas encore obtenu un soutien total pour la proposition, l'opposition pure et simple du sénateur Clinton Presba Anderson ne réussit pas à susciter beaucoup de soutien. Le 27 janvier 1958, Strauss envoie à Durham, les propositions de modifications législatives de l'administration et le sous-comité JCAE sur les accords de coopération, présidé par le sénateur John Pastore, tient des audiences du 29 au 31 janvier.
Quarles et le major général Herbert Loper (en), l'assistant du secrétaire à la Défense pour les affaires d'énergie atomique, sont contraints de traiter des questions pointues sur la prolifération nucléaire. La sécurité de l'information britannique, ou son absence, ne semblent plus si importante maintenant que l'Union soviétique est apparemment en avance, et que le Royaume-Uni a développé indépendamment la bombe à hydrogène mais le JCAE s'oppose aux termes de l'accord proposé pour échanger de l'uranium 235 britannique contre du plutonium américain, en vertu duquel les États-Unis paieraient 30 dollars par gramme pour du plutonium dont la production au Royaume-Uni coûte 12 dollars par gramme.
Les amendements sont adoptés, le 19 juin, par la Chambre des représentants, mais non sans modifications. Ils limitent désormais les échanges de données sur les armes nucléaires aux nations qui ont fait des progrès substantiels dans ce domaine. La même restriction s'applique au transfert effectif des composants non nucléaires des armes nucléaires. Les armes nucléaires américaines doivent rester sous la garde des États-Unis et ne peuvent être remises aux alliés qu'en cas de guerre. La vente de réacteurs nucléaires, pour les sous-marins, et de combustible nucléaire pour ceux-ci et d'autres réacteurs militaires est autorisée. Seule la Grande-Bretagne est qualifiée de nation ayant fait des progrès substantiels. Le projet de loi est adopté par le Congrès, le 30 juin 1958, et signé par Eisenhower, le 2 juillet 1958. L'accord de défense mutuelle entre les États-Unis et le Royaume-Uni de 1958 est signé par Dulles et Samuel Hood, le ministre britannique à Washington, le 3 juillet et approuvé par le Congrès, le 30 juillet.

## Mise en œuvre

### Détails de l'accord

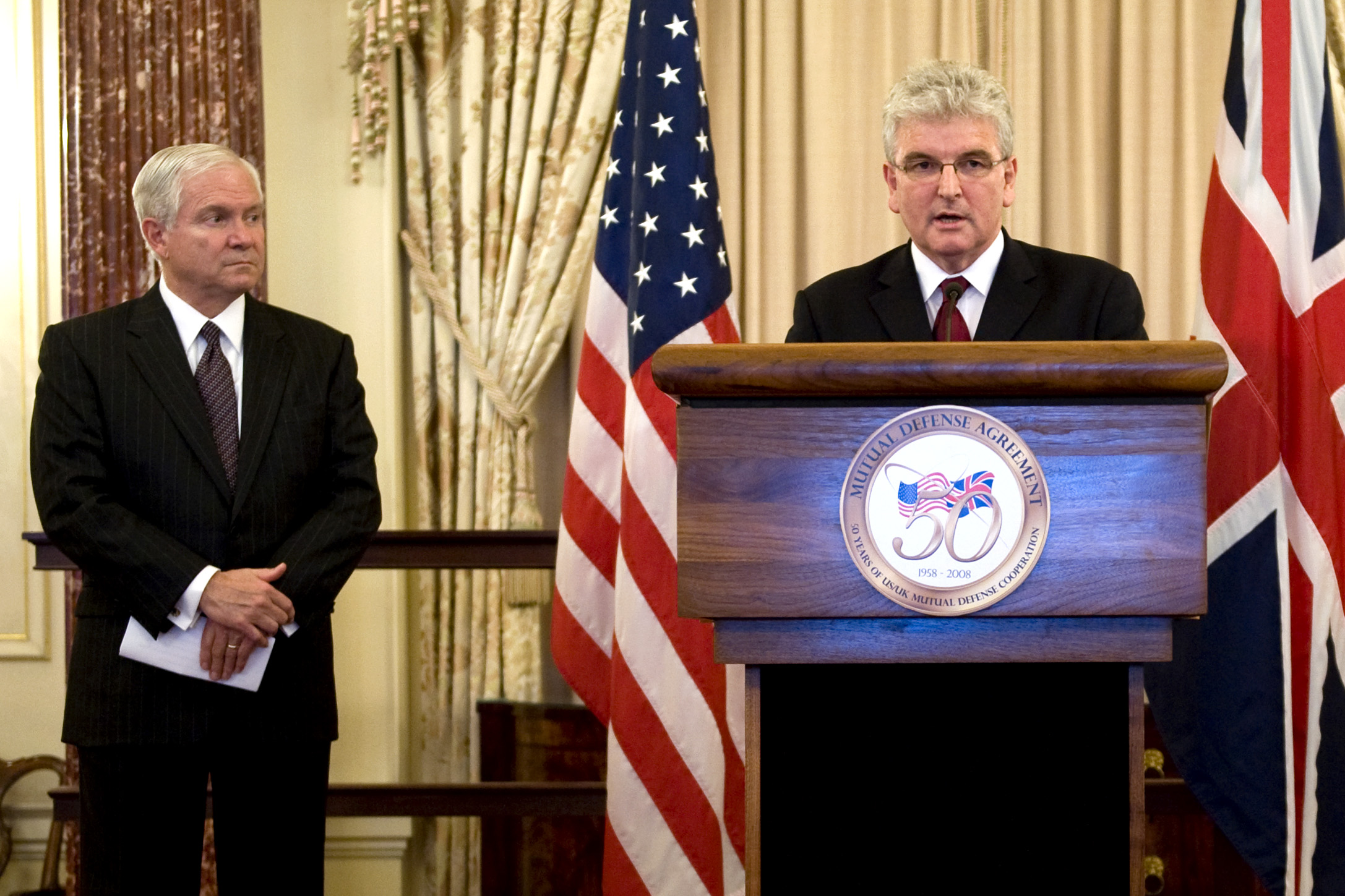
Le ministre britannique de la défense Des Browne (à droite) lors d'une réception organisée par le secrétaire américain à la Défense Robert M. Gates (à gauche) pour commémorer le 50e anniversaire de l'accord de défense mutuelle entre les États-Unis et le Royaume-Uni à Washington, le 9 juillet 2008.

L'accord permet aux États-Unis et au Royaume-Uni d'échanger des informations classifiées, dans le but d'améliorer la « capacité de conception, de développement et de fabrication d'armes atomiques » de chaque partie. Si les États-Unis ont conclu des accords de coopération nucléaire avec d'autres pays, dont la France et certains pays de l'OTAN, aucun n'a une portée similaire à celle de l'accord de défense mutuelle entre les États-Unis et le Royaume-Uni. Macmillan l'appelle « le Grand Prix ». L'article 2 du traité porte sur l'élaboration conjointe de plans de défense, la formation mutuelle du personnel à l'utilisation et à la défense contre les armes nucléaires, le partage du renseignement et l'évaluation des capacités ennemies, le développement de vecteurs nucléaires et la recherche, le développement et la conception de réacteurs militaires. Le traité prévoit l'échange d'« informations classifiées concernant les armes atomiques lorsque, après consultation de l'autre partie, la partie qui communique ces informations détermine que leur communication est nécessaire pour améliorer la conception, le développement et la capacité de fabrication de l'arme atomique du destinataire ». Les États-Unis communiqueraient des informations sur des armes atomiques similaires aux armes atomiques britanniques. Dans l'avenir immédiat, cela exclurait les informations sur les armes thermonucléaires. Les questions de renseignement confidentiel sont également couvertes par l'accord. Le gouvernement britannique ne publie pas ces sections « en raison de la nécessité d'une grande confidentialité et de l'utilisation, par d'autres États nucléaires potentiels, de ces informations. En d'autres termes, cela pourrait bien favoriser la prolifération ».
L'article 3 prévoit la vente au Royaume-Uni d'une usine complète de propulsion de sous-marin nucléaire, plus l'uranium nécessaire pour l'alimenter pendant dix ans. En raison des préoccupations exprimées par le JCAE, l'AEC déterminerait le prix que la Grande-Bretagne paierait pour l'uranium hautement enrichi (HEU). Le traité ne permet pas de donner des composants non nucléaires d'armes nucléaires à la Grande-Bretagne. Il est modifié le 7 mai 1959 pour permettre à la Grande-Bretagne d'accéder aux composants non nucléaires et d'autoriser le transfert de matières nucléaires spéciales telles que le plutonium, l'uranium fortement enrichi et le tritium. Ce traité ouvre la voie à l'accord de vente Polaris (en), signé le 6 avril 1963, qui est « la pierre angulaire des relations nucléaires entre le Royaume-Uni et les États-Unis depuis près de 60 ans ».

### Développement des armes nucléaires
L'AEC invite le gouvernement britannique à envoyer des représentants, à une série de réunions, à Washington, les 27 et 28 août 1958 pour mettre au point les détails. La délégation américaine comprend Willard Frank Libby, vice-président de l'AEC, Loper, le Brigadier général, Alfred Starbird (en), directeur des applications militaires de l'AEC, Norris Bradbury, directeur du laboratoire national de Los Alamos, Edward Teller, directeur du laboratoire national Lawrence Livermore et James W. McRae (en), président des Laboratoires Sandia. Les représentants britanniques sont Frederick Brundrett (en), le conseiller scientifique en chef du ministère de la Défense (en), Victor Macklen du ministère de la Défense, William Penney, William Cook et E. F. Newly de l'Atomic Weapons Research Establishment à Aldermaston. Les Américains divulguent les détails de neuf de leurs modèles d'armes nucléaires : la Mark 7, la Mark 15/39, la Mark 19, la Mark 25, la Mark 27 (en), la W28, la W31, la W33 et la W34. En retour, les Britanniques fournissent les détails de sept des leurs, dont Green Grass (en), Pennant, le dispositif renforcé qui avait explosé lors du test Grapple Z, le 22 août, Flagpole, le dispositif à deux étages, prévu pour le 2 septembre, Burgee, prévu pour le 23 septembre et Halliard 3, à trois étages. Les Américains sont impressionnés par les conceptions britanniques, en particulier par le Halliard 1, la version plus lourde du Halliard 3. Cook modifie donc le programme Grapple Z pour tirer Halliard 1 au lieu de Halliard 3, ce que Macmillan note dans son journal, avec satisfaction :

« À certains égards, nous sommes aussi avancés, et même plus avancés, dans l'art que nos amis américains. Ils pensaient que l'échange d'informations serait un jeu d'enfant. Ils tiennent à ce que nous terminions notre série, en particulier la dernière megaton, dont la nature est nouvelle et qui les intéresse profondément. »

L'un des premiers avantages de l'accord est de permettre au Royaume-Uni d’angliciser la tête nucléaire W28 pour en faire la tête Red Snow (en), du missile Blue Steel. Les concepteurs britanniques sont impressionnés par le W28, qui est non seulement plus léger que l'ogive britannique Green Grass utilisée dans la bombe Yellow Sun (en), mais aussi remarquablement plus économique, dans son utilisation de matières fissiles coûteuses. Le Yellow Sun Mark 2 utilisant Red Snow a coûté 500 000 £ contre 1 200 000 £ pour le Mark 1 avec Green Grass. Une évaluation de la prolifération faite par la CIA, en 1974 indique « Dans de nombreux cas [la technologie sensible de la Grande-Bretagne dans les domaines du nucléaire et des missiles] est basée sur la technologie reçue des États-Unis et ne pourrait pas être légitimement transmise sans la permission des États-Unis ».
Le National Audit Office britannique note que la plupart des dépenses de développement et de production des ogives, du programme nucléaire britannique Trident ont été effectuées aux États-Unis, qui ont fourni des matériaux spéciaux et « certains composants et services liés aux ogives »,. Il est prouvé que la conception de l'ogive du système Trident britannique est similaire, voire basée sur l'ogive W76 américaine qui équipent les missiles Trident de l'US Navy, les données relatives à la conception et au modèle de détonation ayant été fournies au Royaume-Uni,.
La Grande-Bretagne devient rapidement dépendante des États-Unis, pour ses armes nucléaires, car elle ne dispose pas des ressources nécessaires pour produire toute une série de modèles. Le traité permet au Royaume-Uni de recevoir des armes nucléaires américaines pour la Royal Air Force (RAF) et l'Armée britannique du Rhin (BAOR), dans le cadre du projet E. Des dispositions similaires sont prises pour la garde des missiles Thor, fournis dans le cadre du projet Emily. Le Royaume-Uni peut procéder à des essais nucléaires souterrains, sur le site d'essai américain du Nevada, où le premier essai britannique a lieu le 1er mars 1962. Les essais nucléaires britanniques, aux États-Unis (en), se poursuivent jusqu'à leur arrêt brutal, par le président George H. W. Bush, en octobre 1992,. D'importants essais nucléaires subcritiques continuent à avoir lieu, notamment l'essai de l'Etna, en février 2002, et l'essai de Krakatau, en février 2006.

### Échange de matières nucléaires spéciales

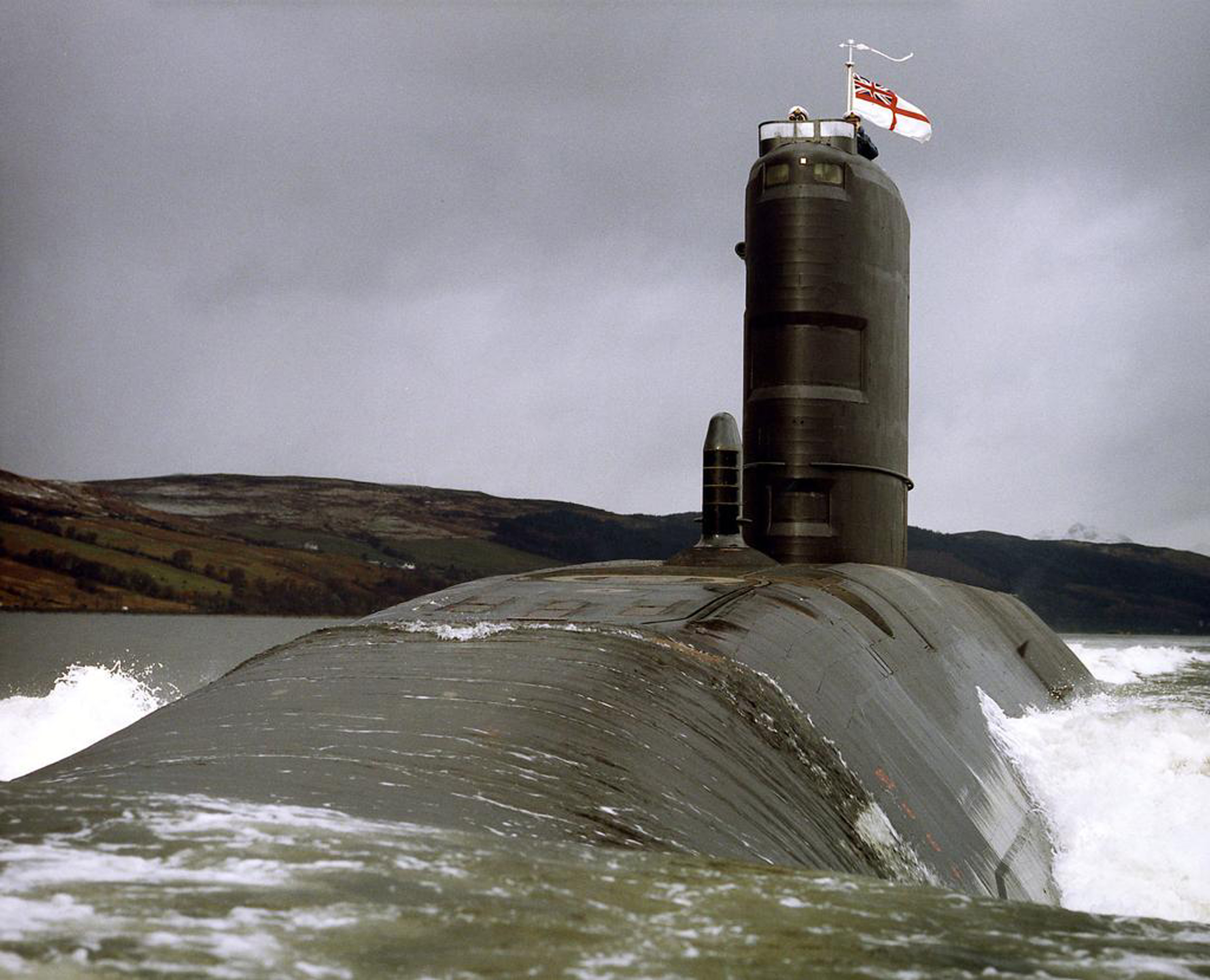
Le, sous-marin nucléaire de la Royal Navy, de classe Swiftsure.

Dans le cadre de cet accord, 5,37 tonnes de plutonium, produit au Royaume-Uni, sont envoyées aux États-Unis, en échange de 6,7 kg de tritium et de 7,5 tonnes d'uranium fortement enrichi, entre 1960 et 1979. 470 kg de plutonium supplémentaires sont échangés, entre les États-Unis et le Royaume-Uni, pour des raisons qui restent classifiées. Une partie du plutonium, produit au Royaume-Uni, est utilisée, en 1962, par les États-Unis, pour le seul essai connu d'arme nucléaire au plutonium de qualité réacteur (en). Le plutonium envoyé aux États-Unis comprend du plutonium produit dans les réacteurs civils britanniques Magnox et les États-Unis donnent l'assurance que ce plutonium civil n'est pas utilisé dans le programme d'armement nucléaire américain. Il est utilisé dans des programmes civils qui comprennent la production de californium et la recherche sur les réacteurs.
Une partie des matières fissiles, pour l'ogive Trident britannique, est achetée aux États-Unis, mais une grande partie de l'HEU, fourni par les États-Unis, n'est pas utilisée pour des armes, mais comme combustible pour la flotte croissante de sous-marins nucléaires britanniques. En vertu de ce traité, les États-Unis ont fourni au Royaume-Uni non seulement la technologie de propulsion des sous-marins nucléaires, mais aussi un réacteur à eau pressurisée S5W complet, du type de celui utilisé pour alimenter les sous-marins américains de la classe Skipjack. Il est utilisé dans le premier sous-marin à propulsion nucléaire de la Royal Navy, le HMS Dreadnought, qui est lancé en 1960 et mis en service en 1963. Le S5W est alimenté par de l'uranium enrichi à 93-97 % d'uranium 235. La technologie des réacteurs est transférée de Westinghouse à Rolls Royce qui l'utilise comme base pour son réacteur PWR1 (en) utilisé dans les sous-marins britanniques de classes Valiant, Resolution, Churchill, Swiftsure et Trafalgar.
Le Royaume-Uni produit de l'HEU, dans son usine de Capenhurst, mais la production à des fins militaires, y cesse en mars 1963. Par la suite, l'oxyde d'uranium est importé d'Australie, du Canada, de Namibie, d'Afrique du Sud, des États-Unis et du Zaïre puis transformé en hexafluorure d'uranium à Springfields. Il est ensuite expédié aux États-Unis, où il est enrichi à l'usine de diffusion gazeuse de Portsmouth (en), près de Piketon, dans l'Ohio. L'uranium fortement enrichi est ensuite ramené au Royaume-Uni par avion de la RAF. En 1994, alors que l'usine de Portsmouth est sur le point de fermer, le traité est modifié, l'exigence américaine de « fournir » des services d'enrichissement de l'uranium est remplacée par celle de « les organiser ». En mars 2002, le Royaume-Uni dispose d'un stock de 21,86 tonnes d'HEU, soit environ 80 ans d'approvisionnement pour les sous-marins à propulsion nucléaire de la Royal Navy.

### Groupes de travail conjoints
L'essentiel de l'activité, prévue par le traité, est l'échange d'informations par le biais de groupes de travail conjoints, en anglais : Joint Working Groups (JOWOG). Au moins 15 d'entre eux sont créées, en 1959. Les sujets étudiés comprennent :

« la sûreté à un point, les codes informatiques, la métallurgie et la technologie de fabrication du béryllium, de l'uranium et du plutonium, la corrosion de l'uranium en présence d'eau et de vapeur d'eau, les effets des essais souterrains, les essais dans l'espace, les essais clandestins, la technologie des composés de lithium, les explosifs puissants, les moniteurs de deutérium, l'extinction des feux de plutonium, les caméras à grande vitesse, la sécurité mécanique, l'amorçage de chocs explosifs liquides et solides, les interrupteurs de détection environnementale, les sources de neutrons, les réservoirs de tritium, la télémétrie, les relations hydrodynamiques et de choc pour les problèmes de symétrie sphérique et cylindrique, les sections efficaces nucléaires, la radiochimie, les munitions de démolition atomique, le durcissement des ogives, les détonations asymétriques, la réponse à la menace nucléaire terroriste, les accidents d'armes nucléaires et la gestion des déchets. »

Entre 2007 et 2009, le personnel de l'Atomic Weapons Establishment a effectué 2 000 visites dans des installations nucléaires américaines. À partir de 2014, il y a également deux collaborations renforcées qui développent conjointement des capacités :
- la sûreté nucléaire renforcée - pour développer des architectures et des technologies liées à la sûreté des ogives,
- le système électrique des ogives - pour développer des architectures et des technologies pour les systèmes électriques des ogives[111].

### Avantages réciproques
Les relations spéciales anglo-américaines se sont avérées mutuellement bénéfiques, même si elles n'ont jamais été d'égal à égal après les guerres mondiales. Les États-Unis étaient bien plus puissants que la Grande-Bretagne, tant sur le plan militaire qu'économique.
L'historienne Lorna Arnold le souligne :

« L'équilibre des avantages dans les échanges était nécessairement en faveur de la Grande-Bretagne, mais ils n'étaient pas entièrement unilatéraux. Dans certains domaines, notamment l'électronique et les explosifs, les Britanniques étaient égaux ou peut-être même supérieurs, et dans de nombreux domaines, ils avaient des idées précieuses à apporter, comme l'appréciaient les scientifiques américains, et notamment Teller. »

Un rapport, de 1985, du Bureau du renseignement et de la recherche du département d'État indique que les États-Unis étaient « profondément impliqués et bénéficiaient grandement » du traité.

## Renouvellement

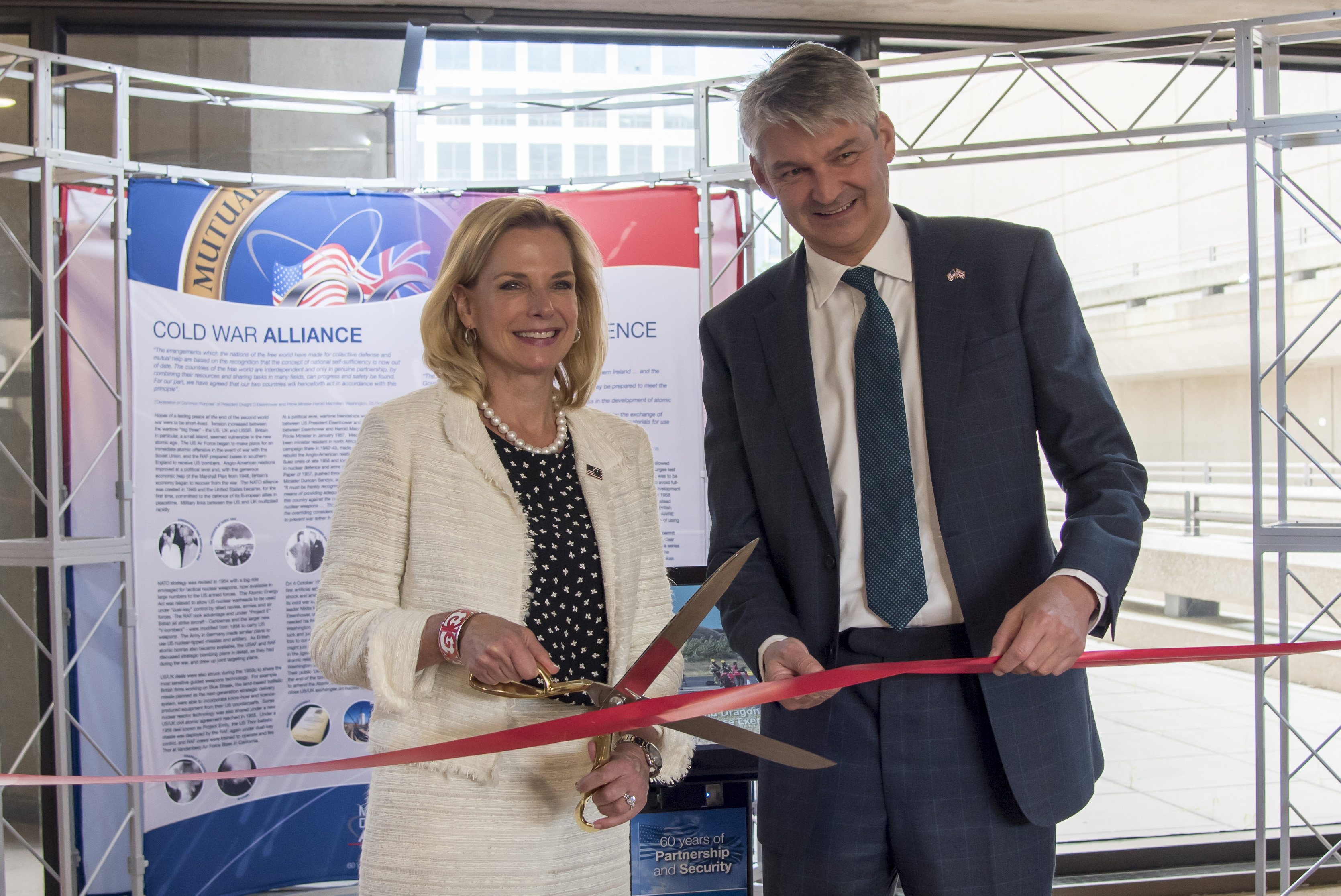
Lisa Gordon-Hagerty, administratrice de la NNSA et Stephen Lovegrove coupent le ruban de l'exposition commémorative du 60e anniversaire de l'accord de défense mutuelle entre les États-Unis et le Royaume-Uni, en juin 2018.

Le traité a été modifié les 7 mai 1959, 27 septembre 1968, 16 octobre 1969, 22 juin 1974, 5 décembre 1979, 5 juin 1984, 23 mai 1994 et le 14 juin 2004. La plupart des amendements n'ont fait que prolonger le traité de cinq ou dix ans. D'autres ont ajouté des définitions et apporté des modifications mineures,,. À l'année 2020, le dernier renouvellement a eu lieu le 22 juillet 2014, prolongeant le traité jusqu'au 31 décembre 2024, avec des changements mineurs pour le programme nucléaire Trident,.
Un avis juridique rendu, en 2004, par le British American Security Information Council (en) (BASIC) soutient que le renouvellement du traité viole l'article VI du traité sur la non-prolifération des armes nucléaires, qui exige des signataires qu'ils prennent des mesures en vue du désarmement nucléaire. Le gouvernement britannique le rejette. En juillet 2014, la baronne Warsi, ministre d'État aux Affaires étrangères et du Commonwealth, de 2012 à 2014, déclare que la position du gouvernement est la suivante :

« Nous sommes attachés à l'objectif d'un monde sans armes nucléaires et nous sommes fermement convaincus que le meilleur moyen d'y parvenir est un désarmement progressif négocié selon une approche par étapes dans le cadre du traité de non-prolifération nucléaire. Le Royaume-Uni a un bilan solide en matière de désarmement nucléaire et continue d'être à l'avant-garde des efforts internationaux visant à contrôler la prolifération et à progresser vers un désarmement nucléaire multilatéral. L'accord de défense mutuelle entre le Royaume-Uni et les États-Unis est, et continuera d'être, en parfaite conformité avec nos obligations au titre du traité de non-prolifération nucléaire. »